# Gian Mario Maulo
Gian Mario Maulo (Montecosaro, 3 gennaio 1943 – Macerata, 1º novembre 2014) è stato un politico italiano, sindaco di Macerata dal 1993 al 1997.

## Biografia
Ultimo di quattro figli di una famiglia contadina, completa i suoi studi classici conseguendo, presso l’Università Pontificia Salesiana di Roma, la Licenza in Filosofia nel 1965 e la specializzazione triennale in Teologia nel 1969. Nel 1974 a Macerata, presso il locale Ateneo, ampia la sua formazione accademica laureandosi in Filosofia (Tesi: La "Teologia della speranza" di Jürgen Moltmann e la sua matrice filosofica). Inizia la carriera dell'insegnamento come professore di religione a Roma. Abilitatosi in seguito (nel 1976) in Scienze Umane e Storia, insegna nella provincia di Macerata filosofia, storia, psicologia, sociologia e pedagogia. Nel 1985 diventa docente titolare della cattedra di Scienze Umane e insegna presso l'attuale I.I.S. "Matteo Ricci" di Macerata fino al suo pensionamento (2008).
Protagonista attento della vita culturale di Macerata, partecipe del rinnovamento politico che vede protagonista la società civile, dal 1993 al 1997 è sindaco della città, il primo sindaco eletto direttamente dai cittadini. Lo sostengono la coalizione di "Città solidale" e la lista civica di “Città dell’uomo”; tale lista è espressione dell’omonimo movimento di cui egli è promotore locale dal 1986, un anno dopo la sua fondazione a livello nazionale. Nel 1993 fu candidato a sindaco di Macerata per una coalizione di centro-sinistra composta da PDS, Rifondazione Comunista, La Rete e una lista civica: ottenne il 29,9% al primo turno e il 58,8% al ballottaggio contro Evio Hermas Ercoli della Democrazia Cristiana, venendo quindi eletto sindaco. È stato sindaco per un mandato, fino al 1997. In seguito, è stato presidente del Consiglio comunale dal 2005 al 2010.
È morto all'età di 71 anni il 1º novembre 2014.
Di lui la città di Macerata "ricorda con riconoscenza l’integrità morale dell’uomo e del politico e l’alto contributo offerto per il bene della collettività attraverso gli insegnamenti e le opere, sempre animati da passione civile ed impegno sociale". Ma è la poesia la vera compagna di tutta una vita: poesia come bisogno assoluto dell’anima e partecipazione di immagini, sentimenti, emozioni. Poesia come riflessione sulla vita e sull’oltre-vita, come messaggio individuale ed insieme totalizzante, "un percorso dell’andare umano alla ricerca del senso nascosto nel sapere e nell'amare, nel vivere e nel morire, nell’inquietudine e nella finitudine che scava senza sosta il cuore e la mente di noi mortali".